# Wolé Parks
Wolé Parks (New York, 27 luglio 1982) è un attore statunitense.

## Biografia
Nato a New York, Parks si è laureato alla New York University in Belle Arti e in Matematica. Deve la sua fama principalmente ai suoi ruoli televisivi prendendo parte a diverse serie come Undressed, Law & Order: Criminal Intent, Gossip Girl, Royal Pains, Law & Order - I due volti della giustizia, Limitless, NCIS: Los Angeles, NCIS: New Orleans e Ray Donovan.
Nel 2012 recita al fianco di Joseph Gordon-Levitt in Senza freni, un film di David Koepp, mentre nel 2013 prende parte alla prima stagione della serie Devious Maids - Panni sporchi a Beverly Hills nel ruolo del maggiordomo Sam Alexander.
Dal 2016 al 2017 è nel cast dell'ottava e ultima stagione della serie The CW The Vampire Diaries interpretando la parte di Cade.

## Filmografia

### Cinema
- Taking Chance - Il ritorno di un eroe (Taking Chance), regia di Ross Katz (2009)
- Senza freni (Premium Rush), regia di David Koepp (2012)
- Man Down, regia di Dito Montiel (2015)
- Half the Perfect World, regia di Cynthia Fredette (2016)
- Hater, regia di John Griffin (2017)

### Televisione
- Undressed – serie TV (2002)
- Così gira il mondo (As the World Turns) – serial TV, 35 puntate (2007-2008)
- Law & Order - I due volti della giustizia (Law & Order) – serie TV, episodi 17x18-20x10 (2007-2009)
- Law & Order: Criminal Intent – serie TV, episodio 8x03 (2009)
- Gossip Girl – serie TV, episodio 3x09 (2009)
- Next Caller – serie TV, episodio 1x01 (2012)
- Devious Maids - Panni sporchi a Beverly Hills (Devious Maids) – serie TV, 9 episodi (2013)
- NCIS - Unità anticrimine (NCIS) – serie TV, episodio 11x3 (2013)
- Royal Pains – serie TV, 4 episodi (2015)
- Ray Donovan – serie TV, episodio 3x2 (2015)
- Limitless – serie TV, episodio 1x11 (2015)
- Studio City, regia di Sanaa Hamri – film TV (2015)
- NCIS: Los Angeles – serie TV, episodio 7x17 (2016)
- Drew, regia di James Strong – film TV (2016)
- The Vampire Diaries – serie TV, 8 episodi (2016-2017)
- NCIS: New Orleans – serie TV, episodio 3x20 (2017)
- Superstore – serie TV, episodio 3x01 (2017)
- All American – serie TV, 5 episodi (2019-2020)
- Yellowstone – serie TV, 6 episodi (2019)
- Law & Order - Unità vittime speciali (Law & Order: Special Victims Unit) – serie TV, episodio 21x11 (2020)
- Superman & Lois – serie TV, 44 episodi (2021-2024)
- Avvocato di difesa - The Lincoln Lawyer (The Lincoln Lawyer) – serie TV, 7 episodi (2024)

### Cortometraggi
- Polaroid, regia di Jason Koffeman (2003)
- The Bachelor Chapters, regia di Nell Teare (2014)

## Doppiatori italiani
Nelle versioni in italiano delle opere in cui ha recitato, Wolé Parks è stato doppiato da:
- Fabrizio Vidale in Senza freni, Devious Maids - Panni sporchi a Beverly Hills
- Marco Barbato in Law & Order - I due volti della giustizia (ep.20x10)
- Alessandro Messina in Taking Chance - Il ritorno di un eroe
- Marco Panzanaro in Law & Order: Criminal Intent
- Carlo Scipioni in NCIS - Unità anticrimine
- Francesco Pezzulli in The Vampire Diaries
- Alessandro Budroni in NCIS: Los Angeles
- Gabriele Sabatini in NCIS: New Orleans
- Simone Crisari in Yellowstone
- Riccardo Scarafoni in Superman & Lois
- Gabriele Calindri in Undressed
- Massimo Bitossi in Avvocato di difesa - The Lincoln Lawyer